# Gare de Saubusse-les-Bains
Gare de Saubusse-les-Bains – stacja kolejowa w Saubusse, w departamencie Landy, w regionie Nowa Akwitania, we Francji.
Jest stacją Société nationale des chemins de fer français (SNCF), obsługiwaną przez pociągi TER Aquitaine.